# 小行星6483
小行星6483（英語：6483 Nikolajvasilʹev）是一颗围绕太阳公转的小行星。1990年3月2日，艾瑞克·怀特·埃尔斯特在拉西拉天文台发现了此天体。
这颗小行星的绝对星等为182.63051等。